# Теплоозерськ
Теплоозерськ (рос. Теплоозёрск) — смт у Облученському районі Єврейської автономної області Російської Федерації.
Входить до складу муніципального утворення Теплоозерське міське поселення. Населення становить 3669 осіб (2018).

## Історія
Згідно із законом від 26 листопада 2003 року органом місцевого самоврядування є Теплоозерське міське поселення.

## Населення
| 1959  | 1970  | 1979  | 1989  | 2002  | 2009  | 2010  |
| ----- | ----- | ----- | ----- | ----- | ----- | ----- |
| 7504  | ↘6562 | ↘6485 | ↘5775 | ↘5124 | ↘4953 | ↘4311 |
| 2011  | 2012  | 2013  | 2014  | 2015  | 2016  | 2017  |
| ↘4286 | ↘4162 | ↘4070 | ↘3977 | ↘3877 | ↘3771 | ↘3735 |
| 2018  |       |       |       |       |       |       |
| ↘3669 |       |       |       |       |       |       |